# Песнь библейская (canticum)
Песнь библейская (лат. canticum буквально — песня, песнь), у католиков латинского обряда — богослужебный библейский текст, структурно и семантически подобный псалмам, но взятый не из Псалтири, а из других книг Св. Писания. В католическом богослужении молитва распевается на стандартный псалмовый тон с обрамляющим её антифоном в оффиции (службе часов); новозаветные песни звучат в кульминационные моменты служб.

## Перечень
Тексты новозаветных песней взяты из Евангелия от Луки:
- Benedictus Dominus Deus Israel[1]; песнь Захарии (Лк. 1:68-79), в лаудах;
- Magnificat anima mea Dominum[2]; славословие Девы Марии (Лк. 1:46-55), на вечерне;
- Nunc dimittis servum tuum Domine[3]; песнь Симеона (Лк. 2:29-32), в комплетории (повечерии).

Ветхозаветные песни взяты из разных книг; распеваются в лаудах, в зависимости от дня недели:
- Benedicite, omnia opera Domini, Domino[4]; песнь трёх отроков (Дан. 3:57-88, 3:56), в воскресенье и по праздникам;
- Confitebor tibi, Domine, quoniam iratus es mihi[5]; песнь пророка Исайи (Ис. 12:1-6), в понедельник;
- Ego dixi: In dimidio dierum meorum vadam ad portes inferi[6]; песнь Езекии (Ис. 38:10-20), во вторник;
- Exsultavit cor meum in Domino, et exaltatum est cornu meum in Deo meo[7]; песнь Анны (1Цар. 2:1-10), в среду;
- Cantemus Domino: gloriose enim magnificatus est[8]; песнь Моисея (Исх. 15:1-19), в четверг;
- Domine, audivi auditionem tuam, et timui[9]; песнь Аввакума (Авв. 3:2-19), в пятницу;
- Audite, caeli, quae loquor: audiat terra verba oris mei[10]; песнь Моисея (Втор. 32:1-43), в субботу.

Помимо этих десяти библейских песней в разных версиях дореформенного Римского бревиария под наименованием canticum фигурировали и другие псалмоподобные тексты из Ветхого завета, например, в лаудах:
- Benedictus es, Domine, Deus Israel patris nostri[11]; песнь Давида (1Пар. 29:10-13), в понедельник;
- Magnus es, Domine, in aeternum, et in omnia saecula regnum tuum[12]; песнь Товита (Тов. 13:1-10), во вторник;
- Hymnum cantemus Domino, hymnum novum cantemus Deo nostro[13]; песнь Юдифи (Иудифь. 16:15-21), в среду;
- Audite verbum Domini, gentes[14]; песнь Иеремии (Иер. 31:10-14), в четверг;
- Vere tu es Deus absconditus[15]; песнь Исайи (Ис. 45:15-26), в пятницу;
- Miserere nostri, Deus omnium, et respice nos[16]; песнь Экклезиастика (Сир. 36:1-16), в субботу.

Словом canticum иногда нестрого обозначают вообще любые гимнографические богослужебные тексты, как, например, гимн Te Deum.

## Рецепция
В истории музыки западноевропейской традиции наиболее популярны магнификат и Benedictus. На эти тексты (реже — на формульные мелодии, предписанные для распева этих текстов) композиторами были созданы сотни произведений в Средние века, в эпоху Ренессанса и в эпоху барокко. Тексты ветхозаветных песней в «композиторской» традиции практически не воплощались. В классико-романтический период интерес к музыкальной обработке библейских песней снизился, в XX—XXI веках возродился с новой силой.
В России XIX века латинские и французские духовные песни (скорее всего, паралитургические и небиблейские) называли «кантами» (ед.ч. «канта») и «кантиками».
Католическая библейская песнь в российском музыкознании также иногда именуется «кантиком», но статуса научного термина это слово не получило.